# Episodi di A tutto reality - L'isola di Pahkitew
Questa è la lista degli episodi di A tutto reality - L'isola di Pahkitew, ossia la seconda metà della quinta stagione del franchise canadese A tutto reality. La serie è stata trasmessa in anteprima mondiale in Italia dal 13 giugno 2014 su K2. Negli Stati Uniti è andato in onda dal 7 luglio 2014 su Cartoon Network, mentre in Canada dal 4 settembre 2014 su Teletoon. Questa stagione è composta da 13 episodi, della durata di 22 minuti ciascuno per un totale di 26 episodi per la stagione completa.
| nº | Titolo originale              | Titolo italiano           | Prima TV USA   | Prima TV Canada   | Prima TV Italia |
| -- | ----------------------------- | ------------------------- | -------------- | ----------------- | --------------- |
| 1  | So, Uh, This Is My Team       | Pronti, squadre, via!     | 7 luglio 2014  | 4 settembre 2014  | 13 giugno 2014  |
| 2  | I Love You, Grease Pig!       | La staffetta scivolosa    | 7 luglio 2014  | 4 settembre 2014  | 13 giugno 2014  |
| 3  | Twinning Isn't Everything     | La gara di palloncini     | 8 luglio 2014  | 11 settembre 2014 | 16 giugno 2014  |
| 4  | I Love You, I Love You Knots  | Sfida all'ultima scossa   | 9 luglio 2014  | 18 settembre 2014 | 17 giugno 2014  |
| 5  | A Blast From The Past         | Un attacco dal passato    | 10 luglio 2014 | 25 settembre 2014 | 18 giugno 2014  |
| 6  | Mo' Monkey Mo' Problems       | Più scimmie, più problemi | 11 luglio 2014 | 2 ottobre 2014    | 19 giugno 2014  |
| 7  | This Is The Pits!             | Le turbo-sfere            | 14 luglio 2014 | 9 ottobre 2014    | 20 giugno 2014  |
| 8  | Three Zones and a Baby        | Tre zone e un bebè        | 14 luglio 2014 | 16 ottobre 2014   | 23 giugno 2014  |
| 9  | Hurl & Go Seek!               | Tana per tutti!           | 15 luglio 2014 | 23 ottobre 2014   | 24 giugno 2014  |
| 10 | Scarlett Fever                | Il vero volto di Scarlett | 16 luglio 2014 | 30 ottobre 2014   | 25 giugno 2014  |
| 11 | Sky Fall                      | Caduta libera             | 17 luglio 2014 | 6 novembre 2014   | 26 giugno 2014  |
| 12 | Pahk'd With Talent            | Talenti allo sbaraglio    | 18 luglio 2014 | 13 novembre 2014  | 27 giugno 2014  |
| 13 | Lies, Cries and One Big Prize | Gioie e dolori            | 18 luglio 2014 | 20 novembre 2014  | 27 giugno 2014  |

## Pronti, squadre, via!
- Titolo originale: So, Uh, This Is My Team

### Trama
Chris introduce la nuova stagione in una nuova location, l'isola di Pahkitew, e i 14 nuovi concorrenti. Questi vengono divisi in due squadre: la squadra Wâneyihtam Maskwak (Orsi Confusi) composta da Dave, Sky, Shawn, Ella, Sugar, Leonard e Beardo e la squadra Pimâpotew Kinosewak (Salmoni che Nuotano) composta da Jasmine, Rodney, le gemelle Amy e Samey, Max, Scarlett e Topher. La prima sfida consiste nel costruirsi un rifugio (non essendoci stavolta case per i concorrenti) cercando di prendere a turno un oggetto dalla discarica pur evitando le palline da tennis lanciate da Chef. Nella squadra Maskwak, Dave si sente a disagio, pensando di essere l'unico sano di mente della sua squadra insieme alla bella e atletica Sky (da cui si sente subito attratto), la quale cerca di incoraggiare i compagni. Tuttavia Ella e Shawn prendono solo oggetti superflui e sia Beardo che Leonard si rivelano inutili. Nella squadra Kinosewak l'alta avventuriera Jasmine prende in mano la leadership del gruppo (attirando le attenzioni di Rodney che si innamora di lei). La sfida finisce quando Sky mette K.O. Chef. Le due squadre devono così costruire il rifugio. Nonostante le sue perplessità, Dave viene incoraggiato dal resto della squadra a costruire una torre del mago sotto suggerimento di Leonard, un ragazzo convinto di essere un vero mago. Tuttavia, il team Maskwak è costretto a scappare poiché viene attaccato da delle alci impazzite che fanno cadere la torre. Il team Kinosewak, invece, si salva avendo costruito una casa sull'albero e vince la sfida. Alla fine Shawn trova una grotta per la sua squadra (anche se il ragazzo preferisce dormire su un albero per via della sua paura di un'invasione di zombie). Alla cerimonia di eliminazione Chris presenta il Cannone della Vergogna con il quale il concorrente eliminato viene letteralmente sparato via. Viene eliminato così Beardo, poiché si è rivelato poco utile alla squadra e ha infastidito tutti coi continui effetti sonori che imitava con la bocca.
- Vincitori: Kinosewak
- Eliminazioni: Beardo

## La staffetta scivolosa
- Titolo originale: I Love You, Grease Pig!

### Trama
Mentre Jasmine è in cerca di provviste con Samey, la gemella sottomessa, Leonard intrattiene i Maskwak raccontando storie di magia da lui inventate con l'approvazione di Sugar ed Ella. Jasmine spiega a Samey che è ora di reagire al bullismo di sua sorella gemella Amy e dimostra di essere attratta da Shawn. Subito dopo Chris illustra la sfida: una staffetta scivolosa e untuosa trasportando con sé un maiale. Poco prima di iniziare Max, che si vede come una sorta di scienziato malvagio, crea un "elmetto cattivizzatore" che serve a rendere malvagi gli animali. La staffetta inizia con Rodney e Sky, che dimostra di essere un grande atleta. Procede con Topher e Shawn, che precipita in una cascata. Continua con Samey e Amy, che continua a insultare e sfruttare sua sorella Samey, e con Sugar, che chiama il maiale "Dolce Prosciuttone". Grazie all'intelligenza di Scarlett che attira il maiale ai copertoni con delle noci i Kinosewak sono di nuovo in testa mentre Ella ribattezza il maiale in "Scovatartufo" facendoci amicizia e perde tempo cantando. Scarlett attiva l'elmetto cattivizzatore di Max facendo diventare il maiale dei Kinosewak cattivo e rallentando Dave (che è terrorizzato dallo sporco e i germi) che finisce per impazzire, ma viene calmato da Sky (di cui si innamora). Leonard cerca di far fluttuare il maiale dei Maskwak oltre il muro con le sue magie fallendo e facendo vincere i Kinosewak di nuovo. Alla cerimonia di eliminazione i Maskwak decidono di eliminare Leonard perché ha fatto perdere la squadra suscitando la disapprovazione di Sugar.
- Vincitori: Kinosewak
- Eliminazioni: Leonard

## La gara di palloncini
- Titolo originale: Twinning Isn't Everything

### Trama
Jasmine e Samey ormai sono diventate amiche, inoltre Jasmine (che nel frattempo stringe buoni rapporti con Shawn e pensa anche che il ragazzo scherzi sugli zombie) cerca ancora di convincere la ragazza a ribellarsi di Amy. Nel frattempo Rodney si innamora anche di Amy oltre che di Jasmine e si confonde sui suoi sentimenti. Chris illustra la nuova sfida: ad ogni squadra vengono consegnati dei palloncini con cui colpire gli avversari ed ogni palloncino contiene una "sorpresa"; vince chi elimina l'intera squadra avversaria. Scarlett convince Max a creare una specie di cerbottana con cui colpire gli avversari coi loro stessi palloncini. Il piano funziona con Sky che viene colpita per salvare Dave il quale cerca di trovare un modo per dichiararsi, ma i due vengono poi colpiti da Shawn che sfrutta la sua abilità di nascondersi nell'ambiente. Jasmine colpisce Sugar ed Ella con la prima più intenta a respingere i tentativi di fare amicizia della seconda. Rodney, preoccupato del triangolo amoroso presente solo nella sua testa, è un bersaglio facile per Dave così come lo è Topher (più preoccupato nello stuzzicare Chris facendo commenti sul suo aspetto anziché sulla sfida). Dave viene a sua volta colpito da Samey; Jasmine allora porta la ragazza al rifugio di Shawn per dare il colpo finale. Tuttavia Amy, gelosa della sorella, si intromette e fa esplodere il palloncino colpendo tutte e tre e facendo perdere la sfida al team Kinosewak. Amy dice che scaricherà la colpa sulla sorella, ma Samey decide che è ora di reagire: fa mangiare ad Amy il frutto della mancinella così che non riesca più a parlare e quando Samey viene scelta per essere eliminata, la ragazza si spaccia per la sorella facendo invece eliminare Amy (all'insaputa di tutti tranne di Jasmine che approva).
- Vincitori: Maskwak
- Eliminazioni: Amy

## Sfida all'ultima scossa
- Titolo originale: I Love You, I Love You Knots

### Trama
Nel team Kinosewak Jasmine consiglia a Samey di comportarsi come Amy per non farsi scoprire mentre Rodney finisce per innamorarsi anche di Scarlett. Nel team Maskwak Sugar continua a trattare molto male Ella prendendo ogni tentativo della ragazza di essere gentile come una provocazione. Chris illustra la sfida del giorno: alle due squadre vengono messi dei collari e dovranno affrontare ogni volta una prova che può essere verità o spavento con i concorrenti scelti in maniera casuale. Ogni volta che un concorrente fallisce la sua intera squadra prende la scossa. Nel caso del dire la verità Chris ha ingaggiato una gallina, di nome Klucky, capace di capire se qualcuno mente. Samey riesce a evitare di farsi scoprire, al contrario Rodney (a causa della sua "nuova" situazione amorosa) sbaglia continuamente. Nel team Maskwak, Sky supera una prova che consisteva nel bere un'intera tanica di acqua minerale (grazie a Shawn) e, quando a Dave tocca una prova consistente nel baciare la persona accanto a sé, finisce per ruttare in faccia al ragazzo. Sky dà la colpa all'acqua, ma in confessionale rivela che in realtà è un tic nervoso che le capita quando ha qualcuno che gli piace vicino. Alla fine le due squadre sono in parità e Chris decide di fare un'ultima sfida-lampo con due concorrenti uno contro l'altro. Vengono scelti Ella e Rodney, la sfida consiste nell'aprire un sacchetto con dentro il telecomando che dà la scossa agli avversari e premerlo. Ella lo apre per prima, ma non ha il coraggio di far male a qualcuno; interviene però Klucky (provocata poco prima da Rodney) che dà la scossa al team Kinosewak facendo perdere loro la sfida. Come prevedibile Rodney viene eliminato dai compagni (con le ragazze ignare del motivo del suo nervosismo) e sparato dal Cannone della Vergogna.
- Vincitori: Maskwak
- Eliminazioni: Rodney
- Nota: Alcune scene di questa puntata sono state ritrasmesse in una puntata di A tutto reality presenta: Missione Cosmo Ridicola

## Un attacco dal passato
- Titolo originale: A Blast From The Past

### Trama
Durante la notte appare dal mare una figura misteriosa che Shawn scambia per uno zombie e decide così di nascondersi nell'isola. La mattina seguente Dave si dichiara a Sky che però non sa come rispondergli ed ha problemi col suo tic. Chris (che, toccato sul vivo dai commenti di Topher sul fatto che sembra vecchio, si presenta con un'evidente iniezione di botox) illustra la nuova sfida. Ogni team si dovrà affrontare uno contro uno con dei bastoni su di una passerella sul mare con lo scopo di buttare in acqua l'avversario e portare il bastone sul suo lato; vince chi ne colleziona 6 per primo. Chris manda Chef a cercare Shawn ancora nascosto e per rendere la sfida più interessante fa intervenire casualmente il solito orso (in versione subacqueo). Scarlett trova un modo con cui dare la scossa tramite il bastone facendo credere a Max che sia una sua idea, il sistema funziona quando Max lo utilizza contro Ella (che viene salvata da Dave che comincia a vedere come un principe). Il gesto fa arrabbiare Sky che si lancia contro Scarlett, venendo però buttata in acqua. Jasmine, preoccupata per Shawn, viene buttata in acqua da Dave. Ella ha un rematch contro Max che stavolta viene attaccato dall'orso, orso che viene ammansito dal canto di Ella e si rivolta contro Chris. Chef intanto ha trovato Shawn e lo riporta nella squadra, Dave gli fa credere che gli avversari siano zombie così Shawn attacca Jasmine. Il gesto fa molto arrabbiare la ragazza, che aveva deciso di perdere apposta per lui, e Shawn si rende conto dell'errore. Tocca a Samey e Sugar, ma all'improvviso appare la figura misteriosa che non è altro che Amy (ricoperta di alghe). Amy smaschera l'inganno della sorella e le due litigano facendo perdere la sfida e dando la vittoria al team Maskwak (con Chris che avverte Ella che non dovrà più cantare, pena l'eliminazione). Jasmine è convinta che sarà lei l'eliminata dando la colpa ai suoi sentimenti per Shawn, ma a essere eliminata è Samey. Chris quindi rispedisce a casa Amy insieme alla sorella eliminata con il Cannone della Vergogna.
- Vincitori: Maskwak
- Eliminazioni: Samey

## Più scimmie, più problemi
- Titolo originale: Mo' Monkey Mo' Problems

### Trama
Prima della gara Dave organizza un romantico picnic per la sua amata Sky, ma Ella fraintende credendo che il picnic fosse per lei e quando viene a sapere che era per Sky va via piangendo, intanto Sugar mette zizzania tra Dave e Sky. Chris illustra la sfida ovvero inserire una moneta, che verrà affidata a una scimmietta diversa per ogni squadra che dovranno catturare, in un distributore automatico. Per i Maskwak la sfida diventa un problema quando la scimmia mangia la moneta e poi un orso mangia la scimmia quindi non si sa come farla uscire dal corpo dell'orso. Le cose non si mettono bene neanche per i Kinosewak; infatti la loro scimmietta perde il collare e sale su un albero dove ci sono decine e decine di scimmiette uguale a essa. Intanto Max costruisce una trappola per i suoi compagni di squadra (non sentendosi rispettato da loro) sotto consiglio di Scarlett che, arrabbiata per essere considerata un assistente, vuole farlo eliminare. Dave cerca di attirare l'orso che lo "abbraccia" quasi strangolandolo. Sugar ne approfitta per dire a Ella di cantare una canzone per ammansire l'orso nonostante l'avvertimento di Chris e i compagni la rassicurano che Chris non lo scoprirà mai. Grazie a un'idea di Scarlett (che sfrutta il fatto che le scimmie imitino gli umani) la scimmia ingenua butta giù la moneta e il team Kinosewak si avvia al distributore quando la trappola di Max scatta e intrappola i tre campeggiatori (con Max che ammette ingenuamente di averla costruita lui). Intanto Ella canta e porta l'orso al distributore, ma Jasmine dopo la rottura della trappola si dirige anche lei verso il distributore. Sugar nel frattempo fa sputare all'orso la scimmia prendendo a sua volta la moneta e lanciandola nel distributore un attimo prima che Jasmine infili la sua. Alla cerimonia di eliminazione avrebbe dovuto essere eliminato Max, ma Sugar fa scoprire a Chris che Ella ha cantato tramite un bigliettino anonimo così Ella viene squalificata direttamente da Chris. Ella comunque cerca di vedere il lato positivo che ora potrà cantare quanto vuole e saluta tutti con un bel numero musicale prima di essere sparata via.
- Vincitori: Maskwak
- Eliminazioni: Ella

## Le turbo-sfere
- Titolo originale: This Is The Pits!

### Trama
Nel team Kinosewak sia Scarlett che Jasmine vogliono eliminare il sempre più fastidioso Max. Nel team Maskwak Sugar decide di mettersi in mezzo tra Dave e Sky per evitare che facciano un'alleanza. Chris illustra la nuova sfida: i concorrenti dovranno entrare in alcune sfere per fare il giro dell'isola. Jasmine però si scopre essere claustrofobica tanto da costringere Chef a buttarla con la forza nella sfera. In realtà la sfida è fasulla, le due squadre vengono gettate nel sottosuolo dove Chris illustra la vera sfida: dovranno salire alla superficie attraversando diverse grotte cercando di trovare quella giusta che porta al traguardo. A causa di Jasmine che urla di matto il terreno comincia a crollare e tutti sono costretti a scegliere una via in maniera frettolosa. Il team Maskwak rimane unito (con Dave che tenta più volte di baciare senza successo Sky) mentre il team Kinosewak si separa in due coppie: Jasmine-Topher e Max-Scarlett. Questi ultimi finiscono in una zona piena di stalattiti dove Chris li fa attaccare da un coccodrillo; una stalattite ci cade sopra rivelandolo però come un robot. Scarlett ne approfitta per costruire un telecomando che apre le porte di un ascensore, ma il telecomando viene buttato da Max irritando ancora di più la ragazza. Topher e una sempre più terrorizzata Jasmine trovano un tunnel in realtà appartenente a delle talpe, la ragazza usa il compagno come ariete per sfondare e uscire all'aperto. Il team Maskwak nel frattempo è attaccato dal solito orso, ma riesce a uscire fuori da quella che si rivela essere l'uscita del gabinetto confessionale. Avendo tutti deviato dal percorso prestabilito Chris invalida l'intera sfida e non viene eliminato nessuno. Tuttavia Chris decide di scambiare di squadra Sky e Max (ironicamente perché vede Scarlett e Max come una coppia, cosa che a Scarlett non va giù) con sommo dispiacere di Dave.

## Tre zone e un bebè
- Titolo originale: Three Zones and a Baby

### Trama
Nel team Kinosewak, Jasmine cerca di convincere Sky a dimenticare Dave e pensare solo alla squadra. Nel team Maskwak Dave è in crisi a causa della lontananza da Sky e Shawn cerca di consolarlo (sperando anche lui di riallacciare i rapporti con Jasmine). Chris illustra la nuova sfida, le due squadre dovranno attraversare senza far rumore tre diverse zone: la prima infestata di serpenti a sonagli e leoni addormentati, la seconda con Chef bendato a guardia pronto a sparare palle di spaghetti bollenti e la terza, una zona nevosa (spuntata quasi dal nulla) col rischio di valanghe. A causa dei commenti sarcastici di Topher (che da quando ha rubato il cellulare di Chris aspetta impaziente la risposta dei produttori sul sostituirlo alla conduzione) Chris rende la sfida più difficile affidando a ogni concorrente dei pargoletti addormentati. Durante la sfida Sky è divisa sul boicottare gli avversari o aiutare Dave, ma alla fine (sotto consiglio di Jasmine) opta per la prima opzione mandando in depressione Dave. Shawn però cerca di convincere il ragazzo a mostrarsi forte se vuole riconquistarla. Alla fine della seconda zona i concorrenti consegnano i bambini (con Max che non vuole ridare il suo essendosi affezionato). Quando il team Kinesowak si trova nella zona nevosa, Topher riceve una telefonata dove gli viene comunicato che la sua richiesta è stata accettata e il suo grido di giubilo fa cadere una valanga sulla sua squadra dando la vittoria al team Maskawak. Alla cerimonia di eliminazione Topher sa già che verrà eliminato, ma non gli interessa perché annuncia che ora sarà lui il conduttore dello show. Chris però gli rivela che in realtà è stato lui a telefonargli, dopo aver scoperto il piano del ragazzo di sostituirlo, e lo spara via dal Cannone della Vergogna.
- Vincitori: Maskwak
- Eliminazioni: Topher

## Tana per tutti!
- Titolo originale: Hurl & Go Seek!

### Trama
Chris sveglia i concorrenti nel cuore della notte e annuncia loro lo scioglimento delle squadre. Parte così la sfida: i concorrenti devono mangiare un intruglio scaduto e chi prima termina otterrà l'immunità. Con tutti gli altri troppo disgustati dall'intruglio Sugar finisce per essere la prima e il suo compito è ora quello di trovare i suoi compagni nascosti sull'isola prima dell'alba. Chi non sarà trovato avrà l'immunità anche lui. Tuttavia il cibo mangiato dai concorrenti rende tutto più difficile, poiché tutti cominciano a sentirsi male. Dave intanto viene respinto due volte da Sky e il ragazzo decide di aiutare Sugar a catturare la ragazza. Scarlett e Max trovano un circuito elettrico dentro un albero; Scarlett cerca di manipolarlo (capendo che in realtà l'isola è controllata da un computer), ma Max ci vomita sopra. I due vengono poi trovati dal gruppo di Sugar e vanno a cercare Jasmine e Shawn. Il gruppo trova Jasmine e comincia a darle la caccia. Assistendo alla scena da un albero, Shawn li scambia per degli zombie a causa del loro colorito e dell'andamento lento e interviene per salvare Jasmine. I due si arrampicano su un albero e Shawn si sacrifica per salvare la ragazza permettendole di vincere e ottenere l'immunità; Jasmine così finalmente lo perdona. Alla cerimonia di eliminazione, mentre Jasmine si rimette con Shawn, Dave viene eliminato perché si è autovotato non avendo più voglia di partecipare a causa della sua mancata relazione con Sky. L'episodio termina con un avvenimento che aprirà l'episodio successivo: il vomito di Max finito sui circuiti dell'albero meccanico fa andare in corto circuito tutta l'isola, anch'essa meccanica, che comincia ad avere mutamenti inspiegabili: 56% su 100%.
- Vincitori: Sugar e Jasmine
- Eliminazioni: Dave

## Il vero volto di Scarlett
- Titolo originale: Scarlett Fever

### Trama
L'Isola di Pahkitew ha iniziato ad avere inquietanti mutamenti, come alberi e rocce che appaiono e scompaiono dal terreno, parti di isola che vengono ricoperte di fuoco o di ghiaccio, terremoti ed eruzioni vulcaniche. Chris è costretto a rivelare il segreto dell'isola di Pahkitew ovvero che è per gran parte artificiale e meccanica e ora è in tilt. A seguito di ciò, l'isola attiva il proprio processo di auto-distruzione, secondo il quale esploderà entro 60 minuti. Inizia la sfida del giorno: entrare nella centrale di controllo e spegnere il processo. I concorrenti si dividono in coppie: Shawn con Jasmine, Scarlett con Max e Sky è costretta a fare squadra con Sugar. I concorrenti corrono alla ricerca dell'entrata sotterranea. I primi ad entrare nella centrale sono Shawn e Jasmine che però, presi l'uno dall'altra, attivano le guardie della centrale ovvero degli animali cyborg. Anche Sky e Sugar sono costrette a vedersela contro un gatto spara-fuoco. I primi ad arrivare alla sala di controllo sono Max e Scarlett. Max, dopo svariati tentativi, riesce ad azzeccare il codice di accesso, permettendo così a Scarlett di entrare. La ragazza a questo punto si toglie gli occhiali e rivela la sua vera personalità: quella di una pazza malvagia dall'enorme intelletto che aveva da tempo l'intenzione di controllare Pahkitew. Mostrando di essere veramente perfida, spaventa Max tramite l'orso-robot e prende il controllo dell'isola. Si mette in contatto con Chris informandolo che se non le verrà consegnato il milione di dollari farà esplodere l'isola (nei suoi piani lei si salverà grazie ad una capsula di salvataggio). Chris non cede, convinto che il resto dei concorrenti riuscirà a fermarla. Questi ultimi, riunitisi vengono attaccati da dei Chris-cyborg che vengono tutti distrutti da Shawn che li tratta come fossero zombie (con Jasmine che decide di accettare il ragazzo così com'è). Sky, con l'idea di usare proprio i Chris-cyborg, riesce a far aprire a Scarlett la porta permettendo così a Sugar di saltarle addosso e di legarla. A dieci secondi dalla distruzione, Sky disattiva il processo, guadagnandosi l'immunità e salvando l'isola. Durante la cerimonia di eliminazione, Chris sospende le votazioni e squalifica Scarlett per il suo comportamento e Max perché vuole evitare di avere intorno altri malvagi (inoltre a causa di Max metà dell'isola va a fuoco mentre l'altra metà diventa gelata).
- Vincitori: Sky
- Eliminazioni: Scarlett e Max

## Caduta libera
- Titolo originale: Sky Fall

### Trama
Sky a malincuore deve fare un'alleanza con Sugar continuando però ad essere corretti. Nel frattempo Shawn e Jasmine si mettono d'accordo nel dividere il milione se mai arrivassero in finale (anche se il ragazzo, nel confessionale, non sembra essere molto d'accordo). Chris illustra la nuova sfida: scalare una montagna dove si trova una bandierina in cima. Vince chi arriva primo mentre chi arriva ultimo verrà eliminato direttamente. Per rendere la sfida più pericolosa Chris sguinzaglia dei coccodrilli robot che attaccano per prima Sky e Sugar, rimaste indietro, per poi proseguire. Shawn e Jasmine si trovano a dover superare un burrone camminando su delle rocce scivolose mentre alle spalle arrivano i coccodrilli. Nonostante il terrore iniziale di Shawn, i due riescono ad attraversare l'ostacolo salvandosi la vita a vicenda. Anche Sky e Sugar riescono con un po' di fortuna a passare l'ostacolo, ma si ritrovano poco dopo in una grotta piena di orsi robot che vengono puntualmente svegliati da Chris. Grazie ai metodi poco ortodossi di Sugar (che sfrutta i suoi problemi intestinali) riescono a passare. Nel frattempo Shawn e Jasmine hanno deciso di scalare direttamente la montagna, ma la corda che li sorregge si rompe e Jasmine rimane bloccata su un ramo. La ragazza dice a Shawn di proseguire e il ragazzo arriva in cima dove viene attaccato dai coccodrilli robot (che Chris ha riprogrammato permettendoli di volare), ma alla fine riesce a prendere la bandierina e vince la sfida. Jasmine cade sulle altre concorrenti e Chris ricorda il destino di chi arriva ultimo. Sugar decide di rompere l'alleanza e cerca di buttare giù Sky con l'inganno; la ragazza tuttavia sale su uno dei coccodrilli volanti e raggiunge la cima. Sugar accidentalmente fa cadere un tronco d'albero su Jasmine bloccando la ragazza che arriva ultima e viene così eliminata. Alla cerimonia d'eliminazione Jasmine rincuora Shawn che si sente in colpa e i due si baciano prima di essere sparata via.
- Vincitori: Shawn
- Eliminazioni: Jasmine

## Talenti allo sbaraglio
- Titolo originale: Pahk'd With Talent

### Trama
Sky è preoccupata per Sugar, dato che, nonostante le premesse, è arrivata nei primi tre. Chris illustra la sfida che in realtà si tratterà di tre sfide ideate dagli stessi concorrenti e ad ogni concorrente si assegneranno dei punti per la posizione ottenuta (3 per il primo, 2 per il secondo e 1 per il terzo) facendo poi il conto alla fine. La prima sfida, ideata da Sky, è una corsa a ostacoli (che Chris modifica un po' per renderla più interessante). Sfruttando la sua esperienza di atleta Sky arriva prima, seguita da Shawn e infine Sugar. La seconda sfida, ideata da Shawn, consiste nell'arrivare al traguardo muovendosi solo tra gli alberi senza toccare terra (pena, ricominciare da capo). Sky e Shawn si danno battaglia e il ragazzo viene ostacolato da una scimmia che lo fa a cadere. Ma, a sorpresa, vince Sugar che, salita in cima al primo albero, viene catapultata direttamente sul traguardo facendo inoltre cadere Sky che si ritrova ultima. Tutti si ritrovano così a 4 punti. L'ultima sfida decisiva, ideata da Sugar, è un talent show (con Shawn e Sky che si preoccupano non avendo particolari talenti) dove Chris farà da giurato insieme a un assistente e l'orso-robot ricostruito. Sky è la prima ad esibirsi mostrando una certa abilità nel ruttare tanto da distruggere delle sagome di cartone e prende un buon punteggio. Shawn, con sorpresa di tutti, prende il punteggio più alto riuscendo a ricreare un pezzo di musica classica solo con l'ascella e va direttamente in finale. Arriva il turno di Sugar, convinta della vittoria, che canta un pezzo rap dove decanta le sue qualità. Chris la elimina direttamente senza neanche darle il punteggio tanto considera orribile l'esibizione. Così in finale arrivano Sky e Shawn.
- Vincitori: Shawn
- Eliminazioni: Sugar

## Gioie e dolori
- Titolo originale: Lies, Cries and One Big Prize

### Trama
È il giorno della finale. A Sky e Shawn viene concesso di scegliere un aiutante tra gli eliminati anche se in maniera casuale (e con la possibilità di cambiare la scelta solo una volta). Shawn riesce a scegliere Jasmine mentre a Sky tocca Dave con rammarico della ragazza che non lo considera di gran aiuto. Tuttavia, per motivarlo, lo bacia dicendo che uscirà con lui. Nella prima parte della sfida i concorrenti dovranno salire e scendere da una montagna innevata; grazie a Jasmine, Shawn si ritrova in vantaggio mentre Sky e Dave rimangono bloccati in una grossa palla di neve. I due riescono a liberarsi grazie al gatto-robot sputa-fuoco provocato da Sky. Nella seconda parte le coppie dovranno attraversare una palude così profonda da dover salire in groppa uno sull'altro. Shawn è preoccupato perché Jasmine pensa ancora a dividere il premio, ma lascia che la ragazza l'aiuti. Durante il tragitto la ragazza si ricorda di essere claustrofobica e torna indietro sbattendo contro Sky e Dave; i 4 vengono poi attaccati dall'orso-robot uscendo fuori dalla palude. Prima dell'ultima parte del tragitto, Chris ferma i concorrenti per mostrare a Jasmine le clip di Shawn dove il ragazzo dice di non voler dividere il premio e a Dave una parte del provino di Sky dove si scopre che ha già un fidanzato (che la ragazza dice di essersi dimenticata di scaricare). La cosa fa arrabbiare i due aiutanti ai quali Chris consegna due telecomandi dell'isola con i quali creeranno loro gli ostacoli per i finalisti e in più se riusciranno a impedire loro di raggiungere il traguardo entro 10 minuti, vinceranno il milione. Un infuriato Dave accetta con piacere, progettando già di bruciare la sua parte di fronte a Sky, e convince Jasmine a fare lo stesso. Sky e Shawn devono così affrontare vari fenomeni naturali tra cui una fortissima tempesta di neve; Dave infine blocca i due su di una montagna che Sky fa accidentalmente franare e la valanga raggiunge il traguardo. I due sembrano aver perso, ma Shawn appare dalla neve con un fiore che ha raccolto per Jasmine. Jasmine, preoccupata, si precipita subito da lui e il ragazzo dice che dividerà il milione come promesso e i due si riappacificano. Da un elicottero Chris, coi concorrenti, saluta tutti finché non si accorge di aver dimenticato un arrabbiato Dave sull'isola dove viene anche attaccato dall'orso-robot.
Nell'altro finale è Sky ad uscire dalla neve, oltre il traguardo, e viene dichiarata vincitrice con profonda delusione di Dave. Il resto (da quando Jasmine soccorre Shawn) si svolge in maniera identica.
- Vincitori: Shawn (Sky nel finale alternativo)
- Eliminazioni: Sky (Shawn nel finale alternativo)
- Premio: 1000000 $